# NGC 6309
NGC 6309 este o galaxie situată în constelația Ophiuchus. A fost descoperită în 1876 de către Ernst Wilhelm Tempel. Se află la o distanță de 2.736 de parseci de Pământ.